# منطقة التجارة الحرة الأمريكية الشرق أوسطية
منطقة التجارة الحرة الأمريكية الشرق أوسطية (بالإنجليزية: U.S.–Middle East Free Trade Area)‏ (اختصارًا: U.S.–MEFTA ميفتا الأمريكية) هي مبادرة بدأت في عام 2003 بهدف خلق منطقة لتجارة الحرة تجمع الولايات المتحدة والشرق الأوسط بحلول عام 2013.
هدفت الولايات المتحدة من هذه المبادرة إلى زيادة التجارة والاستثمار في الشرق الأوسط بشكل تدريجي، ومساعدة دول الشرق الأوسط في تنفيذ إصلاحات محلية، وإرساء سيادة القانون، وحماية حقوق الملكية الخاصة (بما في ذلك الملكية الفكرية)، وإنشاء أساس للإنفتاح والنمو الاقتصادي والإزدهار.
من بين الأهداف المعلنة ما يلي:
- دعم عضوية منظمة التجارة العالمية في دول الشرق الأوسط والمغرب العربي بشكل فعال
- توسيع نظام التفضيلات المعمم (جي أس بي) الذي يوفر حاليًا دخولًا معفى من الرسوم الجمركية إلى السوق الأمريكية لحوالي 3500 منتج من 140 اقتصادًا نامًا
- التفاوض على اتفاقيات إطار لتجارة والاستثمار (تيفا) التي تضع إطارًا لتوسيع التجارة وحل النزاعات المعلقة
- التفاوض بشأن معاهدات الاستثمار الثنائية (بي أي تي) مع البلدان المهتمة من خلال إلزام الحكومات بمعاملة المستثمرين الأجانب معاملة عادلة وتقديم حماية قانونية مساوية للمستثمرين المحليين
- التفاوض في اتفاقيات التجارة الحرة الشاملة (أف تي أي) مع البلدان الراغبة التي تثبت الالتزام بالانفتاح الاقتصادي والإصلاح
- المساعدة في توجيه أكثر من مليار دولار أمريكي من التمويل الأمريكي السنوي وتحفيز الشراكات مع المنظمات والشركات الخاصة التي تدعم التجارة والتنمية

| بلد                                                                                     | اتفاقية التجارة الحرة | (تيفا) | (بي أي تي) | منظمة التجارة العالمية  | نظام الأفضليات المعمم |
| --------------------------------------------------------------------------------------- | --------------------- | ------ | ---------- | ----------------------- | --------------------- |
| إسرائيل                                                                                 |                       |        |            |                         |                       |
| الأردن                                                                                  |                       |        |            |                         |                       |
| المغرب                                                                                  |                       |        |            |                         |                       |
| البحرين                                                                                 |                       |        |            |                         |                       |
| مصر                                                                                     |                       |        |            |                         |                       |
| لبنان                                                                                   |                       |        |            |                         |                       |
| الجزائر                                                                                 |                       |        |            |                         |                       |
| تونس                                                                                    |                       |        |            |                         |                       |
| المملكة العربية السعودية                                                                |                       |        | غير مؤهلة  |                         |                       |
| سلطنة عمان                                                                              |                       |        |            |                         |                       |
| الكويت                                                                                  |                       |        | غير مؤهلة  |                         |                       |
| الإمارات العربية المتحدة                                                                |                       |        | غير مؤهلة  |                         |                       |
| اليمن                                                                                   |                       |        |            |                         |                       |
| دولة قطر                                                                                |                       |        | غير مؤهلة  |                         |                       |
| سوريا                                                                                   |                       |        |            |                         | غير مؤهلة             |
| العراق                                                                                  |                       |        | صفة مراقب  | غير مؤهلة               |                       |
| ليبيا                                                                                   |                       |        |            | التفاوض من أجل الإنضمام | غير مؤهلة             |
| إيران                                                                                   |                       |        |            |                         | غير مؤهلة             |
| ملاحظة: تشارك السلطة الفلسطينية في اتفاقية التجارة الحرة بين الولايات المتحدة وإسرائيل. |                       |        |            |                         |                       |

## الاتفاقيات الحالية

### اتفاقيات الولايات المتحدة
لدى الولايات المتحدة حاليًا العديد من اتفاقيات التجارة الحرة الثنائية مع دول في المنطقة.
- البحرين اتفاقية التجارة الحرة بين البحرين والولايات المتحدة
- إسرائيل اتفاقية التجارة الحرة بين إسرائيل والولايات المتحدة
- الأردن اتفاقية التجارة الحرة الأردنية الأميركية
- المغرب اتفاق التجارة الحرة بين الولايات المتحدة والمغرب
- عُمان اتفاقية التجارة الحرة بين سلطنة عمان والولايات المتحدة

### اتفاقيات الشرق الأوسط
بالإضافة إلى ذلك ، فإن العديد من دولا المحتملة لمنطقة التجارة الحرة هي بالفعل أعضاء في منطقة التجارة الحرة العربية الكبرى المتعددة الأطراف.
- الجزائر
- البحرين
- مصر
- العراق
- الأردن
- الكويت
- لبنان
- ليبيا
- المغرب
- عُمان
- فلسطين
- قطر
- السعودية
- السودان
- سوريا
- تونس
- الإمارات العربية المتحدة
- اليمن

دول أخرى أعضاء في اتحاد المغرب العربي متعدد الأطراف.
- الجزائر
- ليبيا
- موريتانيا
- المغرب
- تونس

الدول التالية، من المتوقع أن ينضموا لمنطقة التجارة الحرة،  لكنهم ليسوا أعضاء في اتفاقيات الشرق الأوسط الحالية:
- قبرص
- إيران
- إسرائيل

## المشاكل المحتملة
أكبر عقبة منفردة لمنطقة التجارة الحرة الأمريكية الشرق أوسطية هي ضم إسرائيل. توجد تعقيدات إضافية في التوصل إلى اتفاقيات بين الولايات المتحدة ودول مثل إيران وسوريا. لا يزال من الممكن أن توجد تعقيدات في إنشاء تجارة مع لبنان والسلطة الفلسطينية في ظل استمرار السيطرة الإسرائيلية على الأراضي المحتلة،  ونشاط جماعات المسلحة مثل حماس وحزب الله .
أحد الاستثناءات الواضحة لهذه القاعدة هو إنتاج الغذاء. في حين أن استيراد معظم الأطعمة من الولايات المتحدة قد يكون غير عملي حيث تكون رخيصة نسبيًا ، فإن إزالة حواجز التجارة بين الدول العربية قد يؤدي إلى انخفاض أسعار الأغذية المزروعة إقليمياً ونشوب احتجاجات بين المزارعين.[بحاجة لمصدر]

## روابط خارجية
- موقع رسمي
- بيان صحفي للبيت الأبيض - 9 يونيو 2004
- إحاطة الولايات المتحدة في وزارة الخارجية - 6 مايو 2005
- بيان صحفي للبيت الأبيض - 17 أكتوبر 2005